# Найробський договір про охорону олімпійського символу
Найробський договір про охорону олімпійського символу (англ. Nairobi Treaty on the Protection of the Olympic Symbol) — це міжнародний багатосторонній договір, що має своєю метою захистити олімпійський символ від використання його як торговельної марки тощо, а також не допускати використання цього символу у будь-яких інших комерційних цілях без дозволу Міжнародного олімпійського комітету.

## Країни, що підписали договір
Алжир, Аргентина, Барбадос, Білорусь, Болгарія, Болівія, Бразилія, Гватемала, Греція, Екваторіальна Гвінея, Ефіопія, Єгипет, Індія,  Італія, Катар, Кенія, Кіпр, Конго, Куба, Марокко, Мексика, Молдавія, Оман, Польща, Росія, Сальвадор, Сан-Марино, Сенегал, Сирія, Словенія, Таджикистан, Того, Туніс, Уганда, Україна, Уругвай, Чилі, Шрі-Ланка (Цейлон), Югославія, Ямайка